# 美第奇維納斯
美第奇維納斯（Venus de' Medici）是一座1.53公尺（5英尺）高的希臘化大理石雕塑，描繪了希臘愛神阿芙羅狄蒂。這是公元前1世紀的大理石複製品，可能是在雅典製作的，是原始希臘青銅雕塑的複製品，仿照尼多斯阿芙羅狄蒂的類型，該雕塑是Cleomene雕刻的，底座有签名，也許是在世紀末。它已成為追溯西方古典傳統的典範之一，對它的引用勾勒出品味的變化和古典學術的進程。
美第奇維納斯目前收藏於義大利佛羅倫斯烏菲茲美術館。